# Chiesa di Santa Teresa del Bambin Gesù in Panfilo
La chiesa di Santa Teresa del Bambin Gesù in Panfilo è una chiesa di Roma, nel quartiere Pinciano, all'incrocio tra via Giovanni Paisiello e via Gaspare Spontini.

## Storia
Il nome in Panfilo viene dalla catacomba di San Panfilo sulle quali la chiesa è costruita, catacombe costituite da diversi cunicoli ove è possibile trovare graffiti di pellegrini ed iscrizioni funerarie. La chiesa fu edificata sui progetti dell'architetto Guglielmo Palombi tra il 1929 ed il 1932 e dedicata a santa Teresa di Lisieux. La cripta è stata inaugurata il 16 maggio 1928, mentre la chiesa viene consacrata solennemente il 2 ottobre 1932 da monsignor Adeodato Giovanni Piazza. La chiesa è affidata, fin dai suoi inizi, ai Carmelitani scalzi, il cui convento, adiacente alla chiesa, fu terminato nel 1929.
La chiesa fu sede parrocchiale dal 6 dicembre 1952, data del decreto del cardinale vicario Clemente Micara Omnium ecclesiarum, al 30 settembre 2011.

## Descrizione

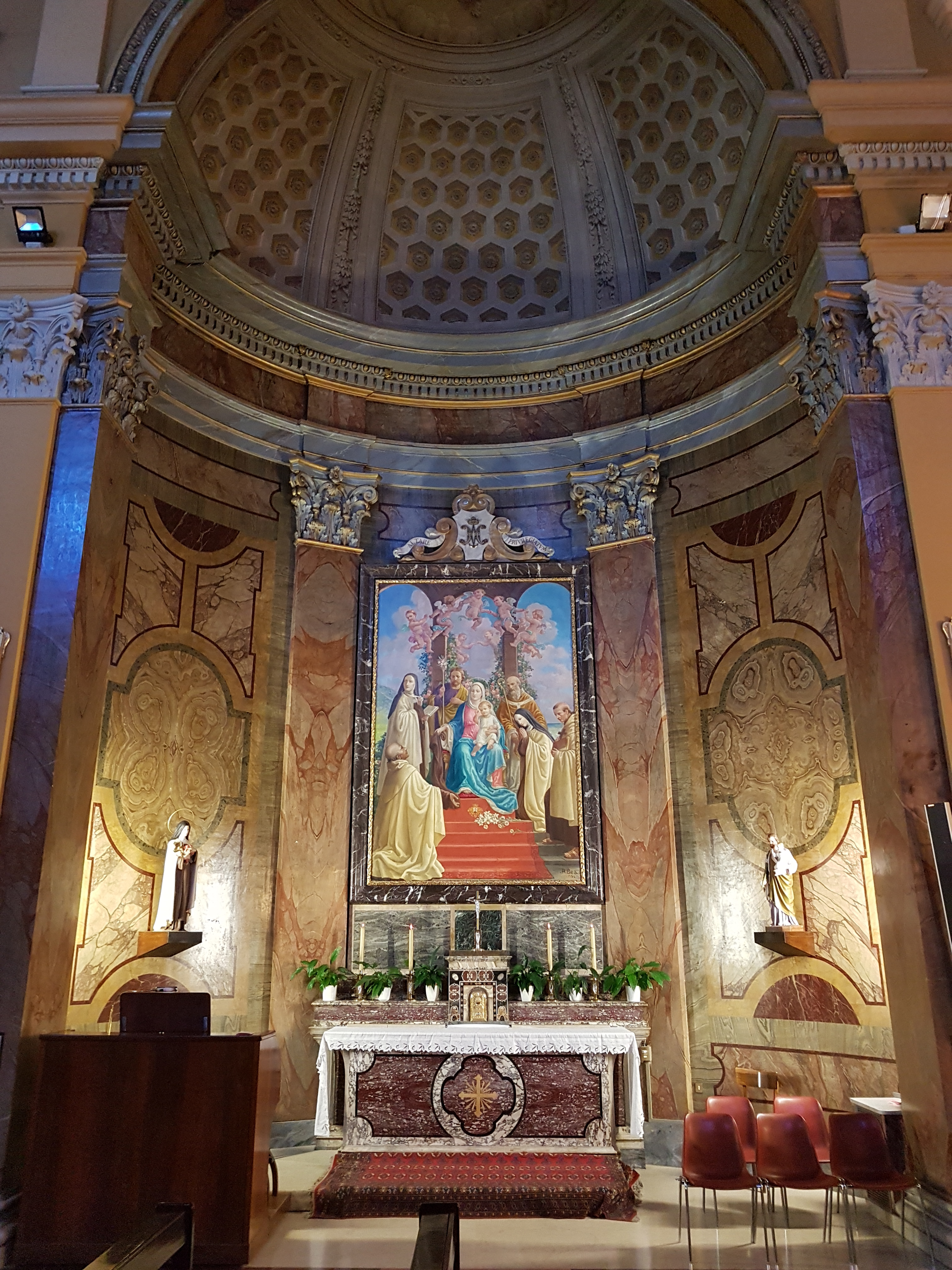
L'altare della Madonna del Carmine

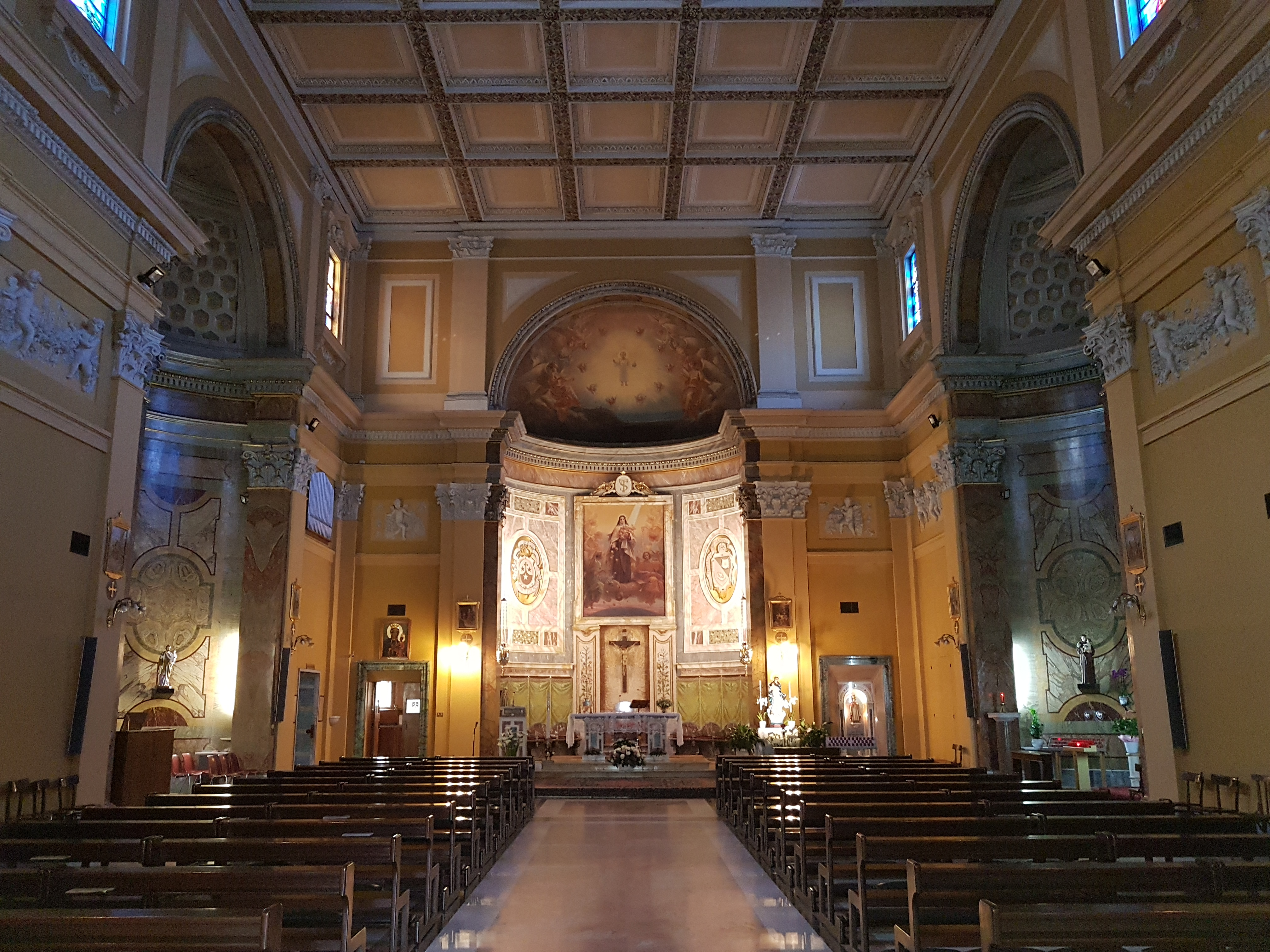
Vista sul presbiterio

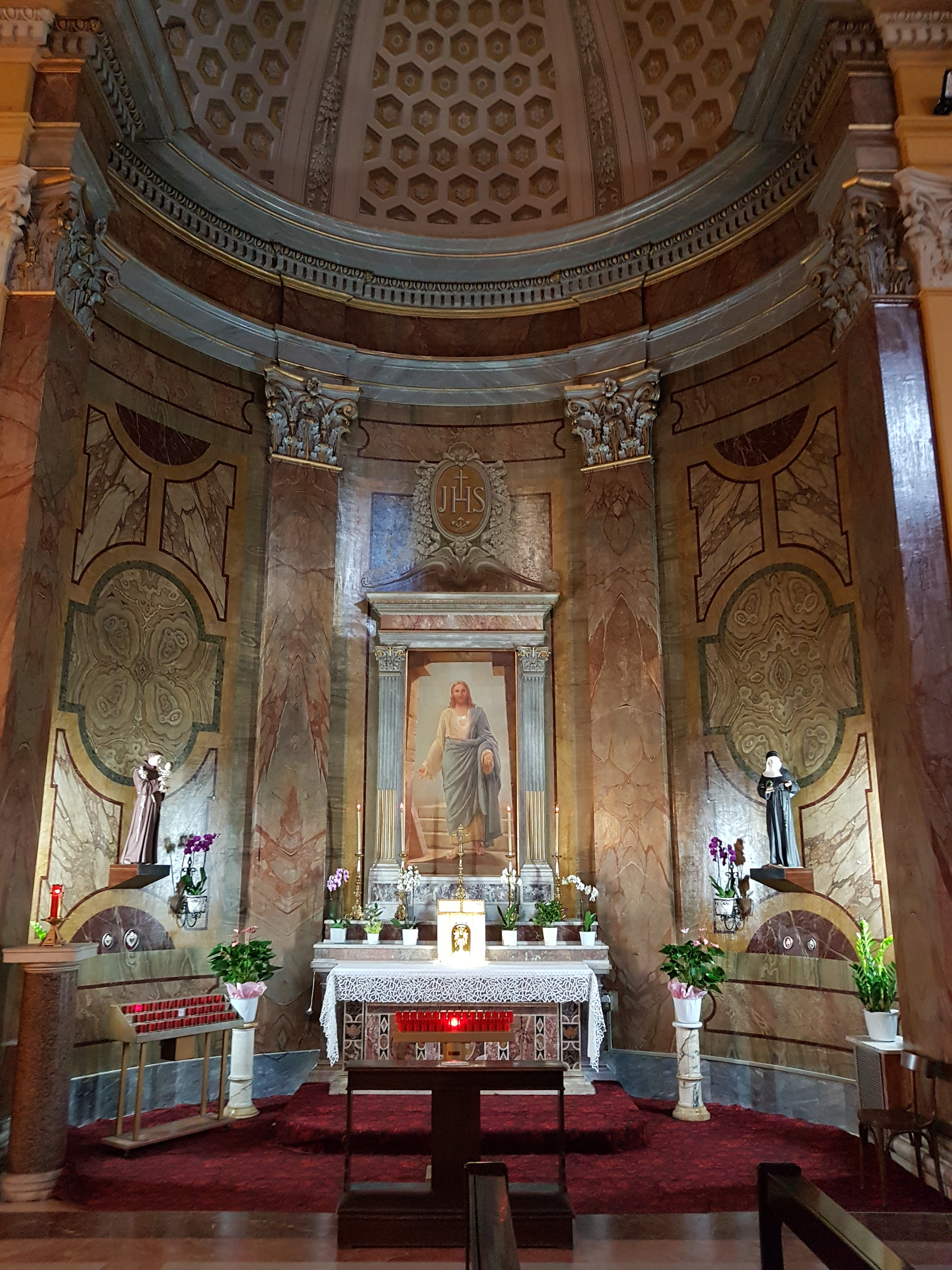
L'altare del Sacro Cuore di Gesù

### Architettura
La chiesa è preceduta da un'ampia scalinata in marmo, dovuta alla cripta sottostante. L'interno è a croce latina ad unica navata. Nell'abside principale si trovano: un quadro raffigurante Santa Teresa che sparge fiori di E. Ballerini; ed un affresco con Santa Teresa e Gesù bambino di G. Morgante. Nelle absidi laterali si trovano due cappelle, dedicate alla Madonna del Carmine e al Sacro Cuore di Gesù. Accanto all'abside di sinistra vi è la cappella delle reliquie, eretta nel 1961, nella quale è conservato il velo indossato da santa Teresa di Lisieux quando si recò a Roma per essere ricevuta dal Papa e ricevere l'autorizzazione ad entrare nell'ordine carmelitano a soli quindici anni. Gli altari laterali provengono da una chiesa scomparsa di Roma, Santa Maria in Macello Martyrum. Abbelliscono la chiesa nove vetrate policrome in vetro antico realizzate nel 1978 dall'artista Luciano Vinardi (Roma, 1934 - Sacrofano, 2015). Esse rappresentano, attraverso alcuni simboli legati alla vita interiore della Santa di Lisieux, indicati da lei stessa nei suoi manoscritti, la storia del nascere e del compiersi della sua vocazione. Esse pertanto sono "illuminazione dello spirito della Santa; una interpretazione della esperienza religiosa da Lei vissuta come dono di Dio, realizzazione del divino disegno su di Lei, fatto messaggio all'umanità di oggi, alla quale la Santa lo propone come "piccola via di infanzia spirituale" (P. A. Paolini).  Dalla prima vetrata in controfacciata, e procedendo sulla destra, si susseguono i simboli di: I, Una "T" tra le stelle; II, Un fiore; III, La neve; IV, La vela; V, Sparger fiori; VI, L'aquila e l'uccellino; VII, L'offerta all'Amore misericordioso; VIII, Il martirio; IX, "Nel cuore della Chiesa sarò Amore". 
La sottostante cripta è ornata da una doppia fila di colonne, ed ha un soffitto a cassettoni.

### Organo a canne
L'organo a canne della chiesa è stato costruito nel 1953 dall'organaro cremasco Agostino Benzi in occasione dell'erezione a parrocchia della chiesa, avvenuta l'anno precedente. Lo strumento, poi, per il Giubileo del 1975, è stato restaurato dall'organaro Augusto Bevilacqua che ha rifatto le trasmissioni, realizzato una nuova consolle e spostato il corpo espressivo, corrispondente alla seconda tastiera, dalla cantoria sopra l'ingresso principale in cui si trovava, nel coretto alla sinistra dell'abside. Attualmente l'organo è a trasmissione elettrica ed è così suddiviso:
- sulla cantoria in controfacciata le canne del Grand'Organo (prima tastiera) e del pedale;
- nel coretto alla sinistra dell'abside le canne dell'Espressivo (seconda tastiera) e del registro di Violoncello 8' del pedale;
- nella cappella laterale di sinistra, la consolle.